# Кіншаса (провінція)
Кіншаса (фр. Kinshasa) — провінція Демократичної Республіки Конго, розташована на заході країни.
Адміністративний центр — місто Кіншаса. Провінція розташована на березі річки Конго.
Населення провінції — 8 951 248 чоловік (2005).

## Адміністративний поділ
Провінція Кіншаса ділиться на 4 райони та 24 комуни.